# 신미나
신미나(申美奈, 1978년~)는 대한민국의 시인이자 웹툰 작가이다. 필명으로 시인일 때는 신미나, 웹툰 등을 그릴 때는 싱고 등을 사용하고 있다.
충청남도 청양군 출신으로, 2007년 경향신문 신춘문예 시 부문에 《부레옥잠》이 당선되며 등단했다.

## 작품 목록

### 시집
- 《싱고, 라고 불렸다》(2014, 창비)
- 《청소년 마음 시툰 : 안녕 해태》(2019, 창비교육)
- 《당신은 나의 높이를 가지세요》(2021, 창비)

### 수필
- 《詩누이》(2017, 창비)
- 《서릿길을 셔벗셔벗》(2021, 창비)

## 수상
- 2007 경향신문 신춘문예 당선
- 2008 문화예술위원회 문화예술진흥기금 수혜
- 2016 서울문화재단 문학창작집발간지원금 수혜

## 학력
- 강릉대학교 인문대학 국어국문학과(학사)
- 강릉대학교 교육대학원 국어교육학과(석사)